# 운전 중 문자 메세지 전송

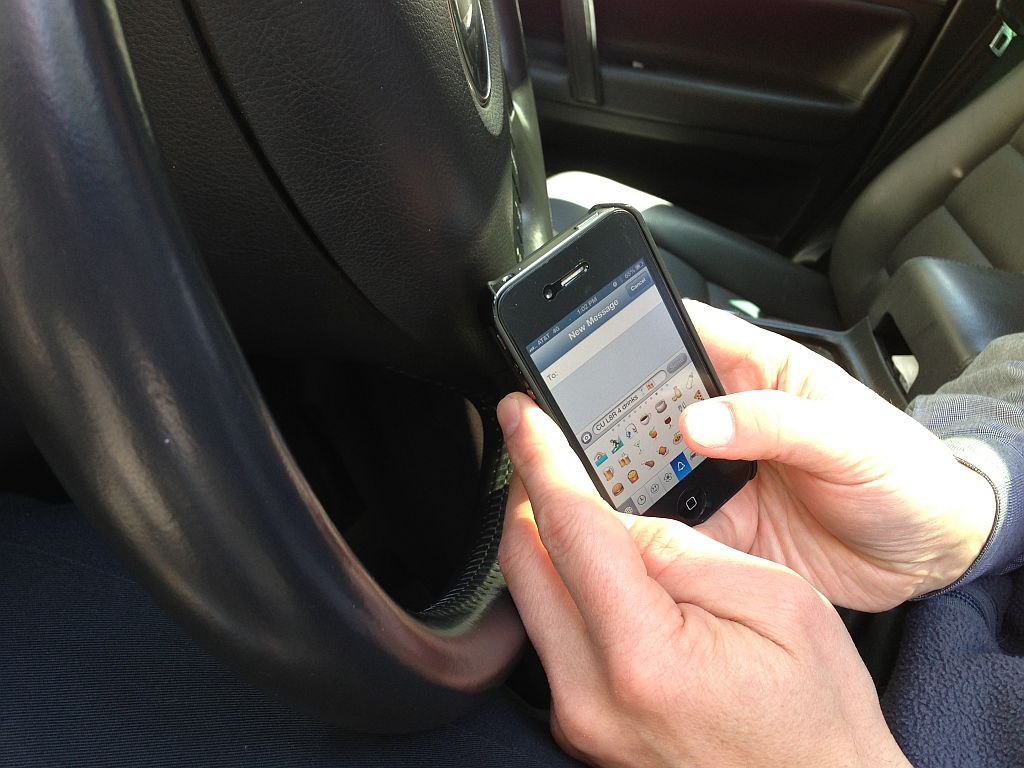
운전 중 문자 메시지 보내기는 불필요한 주의 분산을 유발하고 위험할 수 있다.

운전 중 문자 메시지 보내기 또는 운전 중 문자 메시지는 차량 운전 중에 휴대 전화로 문자 메시지를 작성, 전송 또는 읽는 행위를 말한다. 운전 중 문자 메시지 보내기는 당국을 포함한 많은 사람들에게 매우 위험한 행위로 간주되며, 일부 지역에서는 불법이거나 제한되어 있다. 운전 중 주의분산행위의 한 형태로서, 운전 중 문자 메시지 보내기는 운전자가 차량 사고에 연루될 가능성을 크게 높인다.

## 유병률
NHTSA의 연구에 따르면, 2021년 미국에서 면허를 가진 약 2억 1,200만 명의 운전자 중 추정치로 66만 명이 낮 시간대에 운전 중 휴대폰을 사용했다. 미국 교통부가 발표한 보고서에 따르면, 20대 운전자가 운전 중 문자 메시지를 보낼 가능성이 가장 높다. 2010년 국제전기통신연합은 "운전 중 문자 메시지, 전화 통화 및 차량 내 정보 통신 시스템과의 기타 상호 작용은 운전자 주의 분산의 심각한 원인이며 교통사고 위험을 증가시킨다"고 밝혔다. 2022년, 미국에서는 주의 분산 운전과 관련된 차량 충돌 사고로 3,308명이 사망했다. 영국에서는 최신 보고된 도로 사상자 통계(2022년)에 따르면, 운전자가 휴대폰을 사용한 것이 기여 요인으로 간주된 교통사고로 22명이 사망하고 674명이 부상당했다.

## 연구
운전 중 주의분산행위의 한 형태로서, 운전 중 문자 메시지 보내기는 운전자가 차량 사고에 연루될 가능성을 크게 높인다.
휴대폰으로 문자 메시지를 보내면서 운전하거나 문자 메시지를 보내는 동안 운전하는 것의 위험성에 대한 과학 문헌은 제한적이지만 증가하고 있다. 모내시 대학교 사고 연구 센터의 시뮬레이션 연구는 문자 메시지를 검색하고 특히 보내는 것이 여러 안전에 중요한 운전 측정에 해로운 영향을 미 미친다는 강력한 증거를 제공했다. 구체적으로, 도로 표지를 감지하고 올바르게 반응하는 것, 위험을 감지하는 것, 도로에서 눈을 떼는 데 소비되는 시간, 그리고 (문자 메시지를 보내는 경우에만) 측면 위치에 부정적인 영향이 관찰되었다. 평균 속도, 속도 가변성, 문자 메시지를 받을 때의 측면 위치, 차간 거리는 차이를 보이지 않았다. 유타 대학교에서 아직 공개되지 않은 별도의 시뮬레이션 연구에서는 문자 메시지를 보낼 때 주의 분산 관련 충돌이 6배 증가했다.
과학적 연구의 수가 적은 것은 휴대폰 통화가 위험을 증가시킨다면 문자 메시지도 위험을 증가시키고 아마도 더 많이 증가시킬 것이라는 일반적인 가정 때문일 수 있다. 미국 성인의 89%는 운전 중 문자 메시지를 보내는 것이 "주의를 산만하게 하고 위험하며 불법화되어야 한다"고 생각한다. AAA 교통 안전 재단이 발표한 여론 조사 데이터는 응답자의 87%가 운전 중 문자 메시지 및 이메일 전송을 "매우 심각한" 안전 위협으로 간주하며, 이는 음주 운전을 위협으로 간주하는 응답자의 90%와 거의 비슷하다는 것을 보여준다. 최근 AAA는 운전 중 문자 메시지 전송이 음주 운전보다 사고를 유발할 가능성이 6배 더 높다는 연구 결과를 발표했다.
운전 중 문자 메시지의 위험성을 인정함에도 불구하고, 16세에서 24세 사이 운전자의 약 절반이 운전 중 문자 메시지를 보낸 적이 있다고 답했으며, 35세에서 44세 사이 운전자의 22%만이 그렇다고 답했다. 2006년 리버티 뮤추얼 보험 그룹이 미국 전역 26개 이상의 고등학교에서 90명 이상의 십대들을 대상으로 실시한 설문조사에 따르면, 학생들의 46%가 문자 메시지를 "매우" 또는 "극도로" 주의를 산만하게 하는 것으로 간주했다. 미국 자동차 협회 연구에 따르면 십대(16-17세)의 34%가 운전 중 문자 메시지로 인해 주의가 산만해진 적이 있다고 인정했으며, 미국 십대의 40%는 운전자가 휴대폰을 위험하게 사용하여 사람들을 위험에 빠뜨린 차에 타본 적이 있다고 말한다. 2009년 9월에 상업용 차량 운전자를 대상으로 실시된 연구에서는 데이터 세트 내에서 문자 메시지 사용 빈도는 낮았지만, 운전 중 문자 메시지 사용이 사고 위험을 크게 증가시킨다고 결론지었다.
운전 중 문자 메시지 보내기는 2000년대 후반에 발송되는 문자 메시지 수가 증가함에 따라 더 큰 주목을 받았다. 2008년 윌 스미스 주연 영화 세븐 파운즈는 스미스가 연기한 캐릭터가 운전 중 문자 메시지를 받다가 교통 사고로 7명을 죽인 것에 대한 속죄로, 장기 기증을 통해 7명의 생명을 구하기 위해 자살하는 내용을 다룬다. 운전 중 문자 메시지 보내기는 2009년 5월 보스턴 전차 운전사가 여자친구에게 문자 메시지를 보내다가 충돌한 사건을 포함하여, 문자 메시지를 보낸 운전자에 의해 발생한 여러 유명 자동차 사고 이후 언론의 관심을 끌었다. 25명의 승객이 사망한 2008년 채츠워스 열차 충돌 사고는 문자 메시지 때문으로 지목되었다. 조사 결과 해당 열차 기관사가 운행 중 문자 메시지 45건을 보낸 것으로 밝혀졌다. 이러한 사건들에도 불구하고 문자 메시지 사용은 여전히 증가하고 있었다.
2010년 7월 페얼리 디킨슨 대학교 퍼블릭마인드 여론 조사에 따르면 뉴저지주 유권자의 25%가 운전 중 문자 메시지를 보낸 적이 있다고 인정했는데, 이는 2008년의 15%에서 증가한 수치이다. 이러한 증가는 30세 이상의 운전자가 문자 메시지를 보냈기 때문일 수 있다. 뉴저지 운전자의 30~45세 중 35% 이상과 45세 이상 운전자의 17%가 작년에 운전 중 문자 메시지를 보낸 적이 있다고 인정했으며, 이는 2008년보다 5~10% 증가한 수치이다.
몇몇 연구들은 운전 중 문자 메시지 보내기의 위험성과 음주 운전의 위험성을 비교하려고 시도했다. 그러한 연구 중 하나는 2009년 6월 잡지 카 앤 드라이버에서 실시되었다. 미시간 오스코다의 오스코다-워츠미스 공항에서 실시된 이 연구는 실제 자동차에 두 명의 운전자를 태우고 앞유리에 불이 켜지는 순간의 반응 시간을 측정했다. 이 연구는 문자 메시지를 읽고, 문자 메시지에 답장하고, 운전 능력이 저하된 상태에서 피험자의 반응 시간과 거리를 비교했다. 연구 결과, 시속 35 mph (56 km/h)로 운전할 때 문자 메시지를 읽는 것이 반응 시간을 가장 많이 증가시켰는데, 각각 0.12초와 0.87초였다. 같은 속도로 운전 능력이 저하된 상태에서는 0.01초와 0.07초 증가했다. 제동 거리 측면에서 이러한 시간은 다음과 같이 추정되었다.
- 운전 능력이 저하되지 않은 상태: 제동까지 0.54초
- 법적 음주 상태: 4 피트 (1.2 m) 추가
- 이메일 읽기: 36 피트 (11 m) 추가
- 문자 메시지 보내기: 70 피트 (21 m) 추가[19]

2010년 9월 29일, 보험 산업의 고속도로 손실 데이터 연구소는 4개 주에서 시행된 운전 중 문자 메시지 금지 조치가 충돌 사고를 줄이는 데 실패했으며 오히려 도로 충돌 사고 증가에 기여했을 수 있다는 연구 결과를 발표했다. 미국 교통부 장관 레이 라후드는 이 연구를 "완전히 오해의 소지가 있다"고 비판했다.
2012년 3월, 영국 고급 운전자 협회는 소셜 미디어 사용이 음주 운전보다 운전자를 더 큰 위험에 빠뜨린다는 연구 결과를 발표했다. 2013년, 미국 질병통제예방센터가 실시한 2011년 청소년 위험 행동 감시 시스템 설문조사를 바탕으로, 16세에서 19세 사이 남녀 응답자의 거의 절반이 운전 중 문자 메시지를 보냈다고 보고했다.
2013년 국가안전협의회는 미국에서 휴대폰 사용과 관련된 사고가 약 140만 건에 달할 것으로 추정했다. 그들의 모델은 미국에서 발생하는 모든 교통사고의 6~16%가 문자 메시지 사용과 관련이 있다고 예측했다. 2010년, 젊은 운전자들 사이의 운전 중 문자 메시지 사용은 질병 부담으로 명명되었고, 전 세계적인 수명 손실 연수(YLL)에서 전체 8위를 차지했다. 주의 분산 운전으로 인해 사고를 당한 젊은 운전자의 조기 사망은 대부분의 질병보다 YLL에 더 큰 영향을 미친다.
교통 연구소의 연구에 따르면 운전 중 문자 메시지를 보내는 것이 술을 마시거나 약물을 사용하는 것보다 운전자의 반응 시간을 더 느리게 했다. 운전자의 반응 시간은 통화 중 46%, 문자 메시지 전송 중 37%, 핸즈프리 통화 중 27% 감소했다. 혈중 알코올 농도 100ml당 80mg의 한도 내에서 음주 운전을 한 사람들은 반응 시간이 13% 느려졌고, 대마초의 영향을 받은 사람들은 21% 느려졌다.
버팔로 대학교의 2021년 연구에 따르면 비슷한 습관인 걷는 중 문자 메시지 사용이 운전 중 문자 메시지 사용보다 더 많은 부상을 유발하는 것으로 나타났다.
2014년 11월, 센트럴 플로리다 대학교와 미국 공군 연구소의 소이어 외 연구진은 운전 시뮬레이터에서 비교 연구 결과를 발표했다. 구글 글래스를 통해 전송된 메시지는 주의 분산은 줄였지만 여전히 운전자를 방해했다.
2016년 10월, 텍사스 A&M 교통 연구소와 Aceable Driving은 십대들이 친구나 동료보다 부모나 법적 보호자가 운전 중 주의가 산만해지는 것을 목격할 가능성이 더 높다는 연구 결과를 발표했다. 이 연구는 또한 운전 중 문자 메시지 금지 조치가 어느 정도 효과가 있다고 제안했다. 2015년부터 차량이나 자전거 운전 중 전자 휴대용 장치 사용을 금지하는 핸즈프리 운전 조례가 시행된 텍사스 오스틴에서는 십대의 41%가 부모나 보호자가 운전 중 주의가 산만해지는 것을 한 번도 목격하지 않았다고 보고했다. 연구 당시 휴대용 장치에 대한 금지 조치가 없었던 텍사스 휴스턴에서는 십대의 23%만이 같은 응답을 했다.

### 버지니아 공과대학교 교통 연구소 연구
2009년 7월 27일, 버지니아 공과대학교 교통 연구소(VTTI)는 상업용 차량 운전자 주의 분산 연구의 예비 결과를 발표했다. 장거리 트럭뿐만 아니라 경량 차량의 자연 운전 연구는 총 6백만 마일을 주행했으며, 비디오 카메라를 사용하여 운전자와 도로를 관찰했다. 연구원들은 충돌, 충돌 위험 근접, 안전에 중요한 사건, 차선 이탈을 포함한 4,452건의 "안전에 중요한" 사건을 관찰했다. "안전에 중요한" 사건의 81%는 어떤 종류의 운전자 주의 분산과 관련이 있었다. 문자 메시지 전송은 가장 큰 상대 위험을 가졌으며, 대형 차량 또는 트럭 운전자는 문자 메시지 전송 시 안전에 중요한 사건을 경험할 가능성이 23배 이상 높았다.
연구 결과에 따르면 운전자는 문자 메시지를 보낼 때 평균 6초 중 4초 동안 전방 도로에서 시선을 떼고, 안전에 중요한 사건이 발생하는 전후 6초 중 평균 4.6초 동안 시선을 떼는 것으로 나타났다. 이 연구는 시속 55 마일 매 시 (89 km/h)로 주행할 때 6초 동안 문자 메시지를 보내는 운전자는 그 시간 중 4.6초 동안 휴대폰을 보고 도로에서 시선을 떼고 축구장 거리만큼 이동한다는 것을 밝혀냈다. VTTI의 이 연구에 대한 결론 중 일부는 "움직이는 차량에서는 모든 운전자의 문자 메시지 사용이 금지되어야 한다"는 것과 "새로 면허를 취득한 십대 운전자의 모든 휴대폰 사용이 금지되어야 한다"는 것이었다. 연구 결과는 아래 표에 나와 있다.
| 차량 종류      | 휴대폰 작업                   | 충돌 또는 충돌 위험 근접 (주의가 산만하지 않은 운전과 비교) |
| -------------- | ----------------------------- | ----------------------------------------------------------- |
| 경량 차량      | 다이얼링                      | 2.8배 높음                                                  |
| 경량 차량      | 통화/청취                     | 1.3배 높음                                                  |
| 경량 차량      | 물체(예: 전자 기기)에 손 뻗기 | 1.4배 높음                                                  |
| 대형 차량/트럭 | 다이얼링                      | 5.9배 높음                                                  |
| 대형 차량/트럭 | 통화/청취                     | 1.0배 높음                                                  |
| 대형 차량/트럭 | 전자 기기에 손 뻗기           | 6.7배 높음                                                  |
| 대형 차량/트럭 | 문자 메시지                   | 23.2배 높음                                                 |

### 주의 분산 운전 대 음주 운전
2010년 잡지 카 앤 드라이버 편집자 에디 알터만(Eddie Alterman)과 함께 버려진 비행장에서 진행된 실험에 따르면, 운전 중 문자 메시지 보내기가 음주 운전보다 안전에 더 나쁜 영향을 미쳤다. 산업 공학 연구소는 운전자가 음주 운전보다 문자 메시지를 보내면서 운전할 때 사고에 연루될 가능성이 20배 더 높다고 결론지었다.
법적 음주 상태에서 알터만의 시속 70 mph (110 km/h)에서의 제동 거리는 4 피트 (1.2 m) 증가했다. 대조적으로, 이메일을 읽는 것은 36 피트 (11 m)를 추가했고, 문자 메시지를 보내는 것은 70 피트 (21 m)를 추가했다. 오프라 윈프리와 같은 유명인들이 운전 중 문자 메시지 보내기에 반대하는 캠페인을 벌였지만, 그 메시지가 제대로 전달되지 않고 있다는 보고도 있다. 플로리다주 고속도로 안전 및 자동차 관리국도 이 문제에 대한 인식을 높이고자 4월을 주의 분산 운전 인식의 달로 지정했다.

## 위험
모바일 기기의 보급은 의도치 않은 심지어 위험한 결과를 초래한다. 모바일 기기 사용은 주의 분산 운전을 크게 증가시켜 부상이나 심지어 사망에 이르게 한다.
- 2010년 미국 고속도로교통안전국은 주의 분산 운전이 모든 치명적인 충돌 사고의 18%의 원인이었으며, 이로 인해 3,092명이 사망하고 416,000명이 부상을 입었다고 보고했다.[38]
- 퓨 리서치 센터(Pew Research Centre) 설문조사에 따르면, 미국 십대들의 40%가 운전자가 휴대폰을 위험하게 사용하여 사람들을 위험에 빠뜨린 차에 타본 적이 있다고 답했다.[14]
- 버지니아 공과대학교 교통 연구소는 문자 메시지 전송이 주의가 산만하지 않은 운전보다 23배 더 심각한 충돌 위험을 초래한다고 밝혔다.[39]
- 자동차 사고에 연루되어 생존한 18세에서 20세 운전자의 11%는 사고 당시 문자 메시지를 보내거나 받고 있었다고 인정했다.[40]

## 위치별 법규

운전 중 휴대폰 사용의 합법성:
모든 경우 불법
휴대용 기기 불법, 핸즈프리 합법
통화 합법, 문자 메시지 불법
휴대폰 사용 합법
데이터 없음

많은 국가에서 운전 중 모든 휴대폰 사용(통화 및 문자 메시지)을 금지하고 있다.

### 오스트레일리아
오스트레일리아의 모든 주와 준주는 법률이 거의 동일하다. 차량 운전자(응급 차량, 택시 또는 경찰 차량 제외)는 차량이 움직이는 동안 또는 정차했지만 주차되지 않은 동안 휴대폰을 사용해서는 안 된다. 단, 운전자가 이 관할 구역의 다른 법률에 따라 이 규칙에서 면제되는 경우는 제외한다. 이 법률은 휴대폰이 운전자가 도로에서 시선을 떼지 않아도 되는 방식으로 고정된 장착대에 고정되어 있는 경우에는 적용되지 않는다. 또한 운전자가 핸즈프리 장치를 사용하는 경우에도 적용되지 않는다. 일부 관할 구역에서는 임시 또는 학습 운전자는 차량을 제어하는 동안 모든 형태의 휴대폰 사용이 금지된다. 휴대폰 외에도 운전자는 다른 어떤 것에도 주의가 산만해지지 않아야 한다. 여기에는 GPS 장치와 PDA가 포함된다.

### 캐나다
2003년, 뉴펀들랜드 래브라도주에서 운전 중 휴대폰 사용을 금지하는 첫 번째 법규가 시행되었다. 이후 이 금지 조치는 캐나다의 나머지 모든 주로 확산되었다. 이 금지 조치에는 핸즈프리 장치 사용은 포함되지 않는다.

### 독일
차량 엔진이 작동 중인 동안에는 휴대폰 사용이 일체 금지된다. 그러나 이는 운전자의 주의를 산만하게 하지 않는 핸즈프리 장치에는 적용되지 않는다. 2014년 고등 법원은 하급 법원의 판결을 뒤집고, 차량이 정차하고 스톱 앤 고 시스템이 엔진을 끈 상태에서 휴대폰을 사용하는 것은 교통 상황에서 허용된다고 판결했다.

### 네덜란드
차량이 움직이는 중에는 휴대폰 사용이 일체 금지된다. 그러나 이는 핸즈프리 장치에는 적용되지 않는다.

### 뉴질랜드
2009년 뉴질랜드 정부는 도로 사용자 규정(Land Transport (Road User) Rule)에 새로운 조항을 도입하여, 운전 중 휴대폰 사용을 전면 금지했다. 단, 111 또는 *555로 긴급 통화를 하는 경우(차량을 정차하여 통화하는 것이 안전하지 않거나 불가능한 경우에 한함)는 예외이다.

### 스웨덴
스웨덴 정부는 2012년 12월 22일 기준으로 운전 중 문자 메시지 전송이 운전 금지로 이어질 수 있는 위반은 아니지만, 난폭운전에 포함시키기 위해 고속도로 규정을 명확히 하려 한다고 밝혔다. 2013년, 스웨덴은 운전에 부정적인 영향을 미치는 휴대폰 활동을 불법화했다.

### 아랍에미리트
운전 중 휴대폰 사용은 금지되어 있으며 위반자는 벌점도 받을 수 있다. 한 예로 아랍에미리트 장관이 직접 운전 중 휴대폰을 사용하다 벌금을 부과받았다.

### 영국

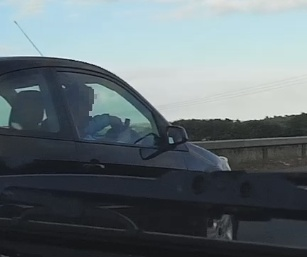
영국에서 운전 중 문자 메시지를 보내는 운전자

운전 중 또는 초보 운전자를 감독하는 동안 휴대용 휴대폰 또는 유사 장치를 사용하는 것은 불법이다. 이는 신호등에 정차했을 때도 포함된다. 유일한 예외는 긴급 전화인 999 또는 112로 전화를 거는 경우, 정지 상태에서 비접촉 결제를 하는 경우(예: 드라이브 스루 또는 유료 도로 요금소), 또는 차량을 원격으로 주차하기 위해 장치를 사용하는 경우이다.

### 미국
운전 중 문자 메시지 보내기는 몬태나주와 과거 미주리주를 제외한 모든 주와 컬럼비아 특별구에서 일반적으로 불법이다. 미주리주에서는 2023년 8월 28일부터 운전 중 휴대폰 사용을 금지하는 법률이 시행되었으며, 위반 시 2025년 1월 1일부터 벌칙이 부과된다.
2009년 10월 1일, 미국 교통부(DOT)는 버락 오바마 대통령이 연방 공무원들에게 정부 소유 차량 운전 중 문자 메시지 전송을 금지하는 행정 명령에 서명했다고 발표했다. 레이 라후드 교통부 장관은 "이 명령은 미국 대중에게 주의 분산 운전이 위험하고 용납될 수 없다는 매우 명확한 신호를 보낸다. 이는 연방 정부가 모범을 보이고 있음을 보여준다"고 말했다. 주의 분산 운전에 맞서기 위한 더 큰 움직임의 일환으로, DOT와 미국 고속도로교통안전국 (NHTSA)은 대중 정보 웹사이트 distraction.gov를 출시했다. 또한 백악관 청원 사이트인 We the People에는 오바마 행정부가 운전 중 문자 메시지 금지 법률을 제정하지 않은 모든 주에 이를 권장하도록 요청하는 청원이 생성되었다.
2010년 1월 26일, 미국 교통부는 트럭 운전사와 버스 운전사의 운전 중 문자 메시지 전송에 대한 연방 금지 조치를 발표했다.

#### 현행법
| 주               | 발효                                               | 제한 | 처벌 | 기타 세부 사항 | 출처                                            |
| ---------------- | -------------------------------------------------- | --- | --- | --- | ----------------------------------------------- |
| 앨라배마         | 2012년 8월 1일                                     | 초보 운전자의 모든 휴대폰 사용(휴대용 및 핸즈프리) 금지. 모든 운전자의 문자 메시지 금지. | 벌금은 첫 번째 위반 시 $25이며, $50, $75로 증가하고 운전면허증에 벌점 2점이 부과된다. | | [ 57 ]                                          |
| 알래스카         | 2008년 9월 1일 2012년 5월 11일                     | 하원 법안 8호는 운전 중 시각 표시가 있는 전자 기기(예: 텔레비전 또는 컴퓨터) 사용을 금지한다. 이 법은 휴대폰을 명시하지는 않지만, 이러한 방식으로 해석될 수 있으며, 운전 중 문자 메시지 금지로 간주된다. 하원 법안 255호는 2012년 5월 11일 법으로 서명되었으며, 특히 "휴대폰 문자 메시지"를 대상으로 한다. 이전 2008년 하원 법안 8호와 2012년 하원 법안 255호는 예외를 허용하는데, 음성 통화 중 발신자 ID 사용 및 GPS 장치 사용 등이 포함된다.                                                                          | 알래스카의 문자 메시지 금지 법률은 "일차적" 법률로 간주된다. 이는 다른 위반을 목격하지 않아도 경찰관이 위반으로 차량을 정지시킬 수 있다는 의미이다. 이 법을 위반하는 모든 사람(상황에 따라)은 경범죄로 유죄 판결을 받으며, 운전자가 부상이나 사망을 초래하는 사고를 일으키면 중범죄로 기소된다. | 2008년 하원 법안 8호의 경우 위반자는 경범죄로 유죄이다. 위반으로 사망이 발생하면 위반자는 중범죄로 유죄이다. 2012년 하원 법안 255호의 경우 위반자는 A급 경범죄(음주 운전과 동일)로 유죄이며, 초범은 $250에서 $500의 벌금을 물 수 있지만, 징역형에 처할 수도 있다. (출처 필요) | 2008 HB 8 2012 HB 255                           |
| 애리조나         | 2019년 4월                                         | 모든 운전자가 운전 중 휴대폰 또는 독립형 전자 기기를 핸즈프리 모드로 사용하는 경우를 제외하고는 사용을 금지한다. 이 법에는 응급 구조대원, 긴급 상황에 처한 사람 또는 응급 구조대원에게 긴급 상황이나 범죄를 알리는 사람을 포함한 예외가 있다. | 첫 번째 위반: $75 - $149 이후 위반: $150 - $250 | GPS 경로 시작과 통화 응답 또는 종료와 같이 장치의 기능을 작동 및 해제하는 간단한 작업은 운전자의 주의를 도로에서 크게 분산시키지 않는 한 허용된다. | [ 59 ] [ 60 ]                                   |
| 아칸소           | 2009년 10월                                        | 모든 운전자는 나이 또는 경력에 관계없이 운전 중 문자 메시지 전송이 금지된다. | 위반자는 최대 $100의 벌금을 부과받을 수 있다. | 하원 법안 1013호 또는 "폴의 법(Paul's Law)"으로 알려져 있다. 서비스 제공 시 응급 서비스 제공자는 면제된다. 이 법 위반은 일차적 위반으로, 교통 정지의 유일한 이유가 될 수 있다. | [ 61 ] [ 62 ]                                   |
| 캘리포니아       | 2009년 1월 1일                                     | 운전 중 휴대용 전자 기기 사용 금지 | 첫 위반 $20 이후 각 위반 $50 | | [ 63 ] [ 64 ]                                   |
| 콜로라도         | 2009년 12월 1일                                    | 운전 중 문자 메시지, 이메일, 트윗 전송 금지 | 초범: 벌점 4점, 성인 $300 벌금. 미성년 운전자 벌점 1점, $50 벌금. 이후 위반: 벌점 4점, 성인 $1,000 벌금. 미성년 운전자 벌점 1점, $100 벌금. | 또한 18세 미만 운전자의 운전 중 휴대폰 통화 금지. | [ 65 ] [ 66 ] [ 67 ]                            |
| 코네티컷         | 2010년 6월 3일                                     | 생명을 위협하는 긴급 상황을 보고하는 목적 외에 휴대용 기기 사용 금지 | 초범 $100 두 번째 위반 $150 세 번째 또는 그 이후 위반 $250 | 또한 18세 미만 운전자와 승객을 태운 스쿨버스 운전자의 운전 중 휴대폰 통화 금지. | [ 68 ]                                          |
| 델라웨어         | 2011년 1월 2일                                     | 모든 운전자의 휴대용 기기 불법 | 초범 $50 두 번째 위반 $100 세 번째 또는 그 이후 위반 $200 | 또한 18세 미만 운전자의 운전 중 핸즈프리 휴대폰 통화 금지. | [ 69 ]                                          |
| 컬럼비아 특별구  | 알 수 없음                                         | 모든 휴대용 휴대폰 사용 금지 | 초범은 벌금이 정지되지만, 핸즈프리 기기를 구입했다는 증거를 제출해야 한다. 다른 관할 구역에서 온 운전자가 휴대폰 운전 위반으로 딱지를 끊으면, 워싱턴 D.C. 딱지를 내지 않으면 운전면허증을 잃을 수도 있다. 반복 위반자에게는 위반당 $100의 벌금이 부과된다.                                      | 이 금지 조치는 "일차적" 법률로 간주된다. 버스 운전자의 휴대폰 사용을 금지하기 때문이다. 일차적 법률은 경찰관이 다른 위반을 목격하지 않아도 위반으로 차량을 정지시킬 수 있음을 의미하며, 다시 말해 경찰관이 운전 중 문자 메시지를 보내는 것을 보면 벌칙을 부과할 수 있다. | [ 70 ]                                          |
| 플로리다         | 2013년 10월 1일                                    | 상원 법안 SB 52는 플로리다 운전자가 가상 키보드에 입력하고 메시지를 보내거나 읽는 것을 금지한다. 그러나 운전자가 다른 차량 위반으로 적발된 경우에만 위반으로 기소될 수 있다. | 경찰이 다른 위반으로 운전자를 정지시키고 운전자가 문자 메시지를 보내고 있었다는 것을 확인하면, 운전자는 초범으로 $30의 벌금을 부과받을 수 있다. 문자 메시지 전송으로 인해 사고가 발생하면 운전자에게 벌점 6점이 부과된다. 벌점은 보험료 증가로 이어진다.                                        | | [ 71 ] [ 72 ]                                   |
| 조지아           | 2010년 7월 1일 (문자 메시지) 2018년 7월 1일 (모두) | 인터넷을 포함한 문자 기반 통신(작성, 전송, 읽기) 금지. 또한 임시 면허를 가진 18세 미만 운전자의 운전 중 휴대폰 통화 금지. 무선 통신 장치 또는 독립형 전자 장치를 신체의 어느 부분으로든 잡거나 지지하는 행위 금지. | 첫 번째 유죄 판결 – 벌점 1점, 벌금 $50.00 두 번째 유죄 판결 – 벌점 2점, 벌금 $100.00 세 번째 또는 그 이상 유죄 판결 – 벌점 3점, 벌금 $150.00 | 이 금지 조치는 "일차적" 법률로 간주된다. 버스 운전자의 휴대폰 사용을 금지하기 때문이다. 일차적 법률은 경찰관이 다른 위반을 목격하지 않아도 위반으로 차량을 정지시킬 수 있음을 의미하며, 다시 말해 경찰관이 운전 중 문자 메시지를 보내는 것을 보면 벌칙을 부과할 수 있다. | [ 73 ] [ 74 ] [ 75 ]                            |
| 하와이           | 2013년 7월 1일                                     | 차량 운전 중 대부분의 전자 기기 사용 불법 | 첫 위반 시 $200 | 하와이주는 벌점 제도를 사용하지 않으므로, 운전 중 문자 메시지 위반은 운전면허증에 어떤 벌점도 부과되지 않으며, 이 처벌은 교통 위반으로 간주되지 않으므로 운전 기록에 아무런 영향을 미치지 않는다. | [ 76 ]                                          |
| 아이다호         | 2012년 7월 1일                                     | 모든 운전자의 불법 | 이 법을 위반하는 모든 사람은 경범죄로 유죄 판결을 받으며, 아이다호 법전 49-326조에 명시된 바와 같이 벌점은 부과되지 않는다. 또한 유죄 판결은 보험회사가 부과하는 자동차 보험료를 결정하기 위한 교통 위반으로 간주되지 않는다.                                                                   | | [ 77 ] [ 78 ]                                   |
| 일리노이         | 2010년 1월 1일                                     | 모든 운전자의 휴대용 기기 사용 불법. 스피커폰, 블루투스, 헤드셋과 같은 핸즈프리 기기만 허용된다. 휴대용 기기 사용 금지 외에도, 스쿨존, 공사 구간에서 운전 중 모든 휴대폰 사용이 금지되며, 초보 운전자의 모든 휴대폰 사용이 금지된다. 일리노이주에서는 모든 운전자의 문자 메시지 전송이 금지된다. | 위반 벌금은 $75부터 시작한다. | 이는 일차적 법률이며, 운전자가 다른 교통 위반(예: 과속) 없이도 위반으로 딱지를 받을 수 있음을 의미한다. | [ 79 ]                                          |
| 인디애나         | 2011년 7월 1일                                     | 모든 운전자의 문자 메시지 읽기 또는 보내기 금지. 18세 미만 운전자의 모든 휴대폰 사용 금지. 최대 $500 벌금. | 최대 $500 벌금. | | [ 80 ]                                          |
| 아이오와         | 2010년 7월 1일                                     | 성인은 운전 중 문자 메시지 전송이 금지되고, 십대들은 휴대용 전자 기기 사용이 금지된다. | 성인의 운전 중 문자 메시지 전송 시 $30, 십대의 휴대용 전자 기기 사용 시 $50 | | [ 81 ]                                          |
| 캔자스           | 2010년 5월 24일                                    | 모든 운전자의 불법 행위에는 현재 또는 진행 중인 불법 활동을 법 집행 기관에 보고하는 것; 인명 또는 재산에 대한 즉각적인 부상을 방지하는 것; 또는 차량에 영구적으로 부착된 장치로 대중교통 또는 유료 운전자와 운전자의 배차원 간에 정보를 전달하는 것이 포함된다. | $60 | 금지 예외 사항은 다음과 같다: (1) 법 집행관 또는 응급 서비스 요원이 법 집행관 또는 응급 서비스 요원의 고용 범위 내에서 행동하는 경우; (2) 차량이 도로의 일반적인 주행 구간을 벗어나 정지한 경우; (3) 전화 통화를 하거나 받기 위해 무선 통신 장치에서 전화 번호나 이름을 읽거나 선택하거나 입력하는 사람; (4) 긴급, 교통 또는 날씨 경고 메시지를 받는 사람; 또는 (5) 차량 운행 또는 내비게이션과 관련된 메시지를 받는 사람. | [ 82 ]                                          |
| 켄터키           | 2010년 7월 15일                                    | 하원 법안 415호는 다음을 금지한다. - 차량이 움직이는 동안 모든 운전자의 이메일 또는 문자 메시지 읽기, 작성 및 전송. - 면허 종류에 관계없이 18세 미만 운전자의 모든 휴대폰 사용. 긴급 상황 및 데이터 입력이 포함되지 않는 GPS 사용은 예외. | 2011년 1월 1일까지 경고. 이후 날짜부터: - 초범 $25 - 이후 위반 시 $50 - 제한 면허를 가진 18세 미만 운전자의 경우, 위반 시점부터 다음 면허 단계로 진급하기 전까지 180일의 의무 대기 기간. 이는 법률 발효일로부터 적용된다.                                                                       | 18세 이상 운전자는 전화 통화를 위해 전화 번호나 이름을 읽고, 선택하고, 입력할 수 있다. 모든 운전자는 GPS 기능을 사용할 수 있으며, 18세 이상 운전자는 항상 GPS 목적으로 데이터를 입력할 수 있다. | [ 83 ]                                          |
| 루이지애나       | 2010년 8월 15일                                    | SB9는 다음을 금지한다: 모든 운전자의 문자 메시지 금지. | 1차 집행은 2010년 8월 15일부터 시작된다: - 벌금 최대 $175 (초범) - $500 (두 번째 위반) | 18세 미만 운전자는 차량 운행 중 무선 장치(휴대폰, 문자 메시지 장치, 컴퓨터 포함)를 사용할 수 없다. - 수습 및 중급 면허 운전자는 핸즈프리 장치가 연결된 경우를 제외하고 휴대폰을 사용할 수 없다. | [ 84 ]                                          |
| 메인             | 2011년 9월 26일                                    | 운전 중 문자 메시지 금지 | 초범 $100 벌금, 이후 위반 시 벌금 인상. | 이는 일차적 법률이며, 운전자가 다른 교통 위반(예: 과속) 없이도 위반으로 딱지를 받을 수 있음을 의미한다. | [ 85 ]                                          |
| 메릴랜드         | 2009년 7월 1일                                     | 차량 운행 중 또는 도로 주행 중 휴대폰을 사용하여 문자 메시지 작성 또는 전송, 휴대용 휴대폰 사용 금지. | 최대 $500 벌금 | GPS 또는 긴급 상황 사용은 예외. | [ 86 ] [ 87 ]                                   |
| 매사추세츠       | 2010년 7월 6일                                     | 운전자의 문자 또는 인스턴트 메시지 전송, 전자 메일 사용, 인터넷 접속, 그리고 휴대폰, 노트북, 호출기 또는 기타 휴대용 기기를 포함한 전자 기기의 위 모든 활동 금지. | 초범: $100, 두 번째 위반: $250, 세 번째 위반: $500; 18세 미만인 경우, 초범: 면허 정지 60일 외 $100 벌금, 의무 "태도" 수업 참석. 두 번째 위반: $250 벌금 및 면허 정지 180일. 세 번째 위반: $500 벌금 및 면허 정지 1년.                                                                           | GPS는 여전히 허용된다. 18세 미만의 모든 사람에게는 휴대폰 사용이 금지된다. 18세가 되면 운전자는 핸즈프리 또는 일반 통화를 할 수 있다. 또한 이 법안은 75세 이상인 사람은 5년마다 운전 시험을 보고 시력 검사를 받도록 요구한다. | [ 88 ] [ 89 ] [ 90 ]                            |
| 미시간           | 2010년 7월 1일                                     | 차량이 움직이는 동안 읽기, 입력, 전송 | 초범 $100 이후 각 위반 $200 | GPS 또는 긴급 상황 사용은 예외. | [ 91 ] [ 92 ]                                   |
| 미네소타         | 2008년 8월 1일                                     | 운전 중 문자 메시지 전송은 어떤 형태든 불법이며, 주 전체에서 경범죄로 간주된다. | 최대 $300. | 또한 18세 미만 운전자의 운전 중 휴대폰 통화 금지; GPS 및 휴대폰 사용은 여전히 허용된다. | [ 93 ] [ 94 ] [ 95 ]                            |
| 미시시피         | 2014년                                             | 모든 운전자의 불법 | 최대 $500 벌금; 사고 발생 시 $1,000. | | [ 96 ] [ 97 ]                                   |
| 미주리           | 2016년 8월 28일                                    | 21세 미만 및 상업용 차량 운전자의 차량 운행 중 문자 메시지 전송 금지. | 면허에 벌점 부과 | 이는 일차적 법률이며, 운전자가 다른 교통 위반(예: 과속) 없이도 위반으로 딱지를 받을 수 있음을 의미한다. | [ 98 ]                                          |
| 몬태나           | 2009–2013년                                        | 미줄라, 보즈먼, 헬레나, 화이트피시, 버트-실버 보, 해밀턴, 그레이트폴스, 빌링스 등 도시에서 차량 운행 중 문자 메시지 전송 불법. | 초범 $50, 두 번째 위반 $100, 세 번째 위반 $200. 벌점 2점의 교통위반이 기록에 추가된다. | | [ 99 ]                                          |
| 네브래스카       | 2013–2014년                                        | 네브래스카 도로 및 고속도로에서 모든 운전자의 문자 메시지 전송이 금지된다. 18세 미만의 운전자 중 초보 면허 또는 기타 중간 면허를 소지한 운전자는 휴대폰 사용이 전면 금지된다. | 벌금 $200–$500 및 운전면허 벌점 3점. | | [ 100 ]                                         |
| 네바다           | 2011년 7월 1일                                     | 운전 중 휴대폰 또는 기타 무선 통신 장치를 사용하여 인터넷에 접속하거나 검색하거나, 문자 메시지, 인스턴트 메시지(IM), 이메일을 포함한 비음성 통신을 입력, 전송 또는 읽는 것을 금지한다. 글로벌 위치 확인 시스템(GPS)은 이 법의 적용을 받지 않는다. | 첫 위반 시 최대 $50 벌금; 7년 이내에 두 번째 위반 시 $100; 7년 이내에 세 번째 위반 시 $250. 교통 통제 구역에서 법을 위반하는 운전자에게는 더 높은 벌금이 부과된다. | 이 금지 조치는 응급 요원, 특정 공공 정보를 통신하는 면허 아마추어 무선 통신사, 긴급 상황에 대응하는 공공 시설 직원, 긴급 상황을 보고하거나 위험한 상황에 대응하는 운전자에게는 적용되지 않는다. | [ 101 ] [ 102 ]                                 |
| 뉴햄프셔         | 2010년 1월 1일                                     | 모든 운전자의 휴대용 기기 사용 불법 | $100 | 이는 일차적 법률이며, 운전자가 다른 교통 위반(예: 과속) 없이도 위반으로 딱지를 받을 수 있음을 의미한다. | [ 103 ] [ 104 ]                                 |
| 뉴저지           | 2008년 3월 1일                                     | 모든 운전자는 다음 경우를 제외하고 휴대용 휴대폰 사용이 금지된다: (1) 운전자가 자신의 생명이나 안전에 대한 두려움이 있거나, 자신 또는 다른 사람에게 범죄 행위가 발생할 수 있다고 믿는 경우; 또는 (2) 운전자가 화재, 교통 사고, 심각한 도로 위험 또는 의료 또는 유해 물질 비상 사태를 관련 당국에 보고하거나, 무모하거나 부주의하거나 기타 안전하지 않은 방식으로 운전하거나 음주 또는 약물 운전으로 보이는 다른 차량의 운전자를 보고하기 위해 전화를 사용하는 경우.                                                     | 초범 시 $200에서 $400, 두 번째 위반 시 $400에서 $600, 최대 $800 및 면허에 벌점 3점. 면허 정지 90일 가능. | 21세 미만 중 초보 면허 또는 임시 면허를 소지한 모든 사람은 운전 중 모든 휴대폰, 문자 메시지 장치 및 기타 휴대용 또는 핸즈프리 무선 전자 기기(MP3 플레이어, 비디오 게임 및 유사 기기 포함) 사용이 금지된다. | [ 105 ] [ 106 ]                                 |
| 뉴멕시코         | 알 수 없음                                         | 모든 운전자의 불법 | 초범 $25, 이후 $50. | 이는 일차적 법률이며, 운전자가 다른 교통 위반(예: 과속) 없이도 위반으로 딱지를 받을 수 있음을 의미한다. | [ 107 ] [ 108 ]                                 |
| 뉴욕             | 2009년                                             | 차량이 움직이는 동안 휴대용 전자 기기를 사용하는 사람은 누구든지 차량을 운행해서는 안 된다. "사용"이란 휴대용 전자 기기를 들고 이미지를 보거나 촬영하거나 전송하는 행위, 게임을 하는 행위, 이메일, 문자 메시지 또는 기타 전자 데이터를 작성, 전송, 읽기, 보기, 액세스, 찾아보기, 전송, 저장 또는 검색하는 행위를 의미한다. | 벌금 최대 $150 및 의무 $85 추가 요금. 위반 시 운전 벌점 5점 부과. 임시 면허, 주니어 면허 또는 수습 면허 운전자는 초범 시 120일, 이후 위반 시 1년 동안 면허가 정지된다. | 다음의 경우 적용되지 않는다: (a) 긴급 상황과 관련하여 다음 중 어느 한 곳과 통신할 목적으로만 휴대용 전자 기기를 사용하는 경우: 응급 구조대원; 병원; 의사 진료실 또는 보건소; 구급차 회사 또는 단체; 소방서, 지역 또는 회사; 또는 경찰서, (b) 다음 중 어느 한 사람의 공무 수행 중인 경우: 경찰관 또는 평화 유지관; 소방서, 지역 또는 회사의 구성원; 또는 이 장의 101조에 정의된 승인된 응급 차량의 운전자.                  | [ 109 ] [ 110 ]                                 |
| 노스캐롤라이나   | 2009년 12월 1일                                    | 모든 운전자의 문자 메시지 전송, 이메일 및 인터넷 사용 금지. 18세 미만 운전자가 임시 면허를 소지한 경우 운전 중 휴대폰 사용 금지(부모에게 전화하는 경우 제외). 스쿨버스 운전자의 운전 중 휴대폰 사용 금지. | - 문자 메시지, 이메일 및 인터넷 사용: $100, 면허에 벌점 없음. - 18세 미만 운전자의 휴대폰 사용: $25. - 스쿨버스 운전자의 휴대폰 사용: $100, 벌점 없음. | | [ 111 ] [ 112 ] [ 113 ]                         |
| 노스다코타       | 2011년 8월 1일                                     | 모든 운전자의 문자 메시지 전송 금지, 18세 미만 운전자의 휴대폰을 포함한 모든 전자 통신 기기 사용 금지. | $100 벌금. | 이는 일차적 법률이며, 운전자가 다른 교통 위반(예: 과속) 없이도 위반으로 딱지를 받을 수 있음을 의미한다. | [ 114 ] [ 115 ]                                 |
| 오하이오         | 2012년 8월 28일                                    | 모든 운전자의 불법 - 18세 미만 운전자의 경우 1차 위반. 청소년 운전자는 운전 중 문자 메시지 전송으로 인해 정지되고 벌칙을 받을 수 있다. - 성인 운전자의 경우 2차 위반. 성인 운전자는 다른 위반으로 정지된 후에만 벌칙을 받을 수 있다. | 18세 미만 위반자: 초범: $150 벌금, 면허 정지 60일 두 번째 위반: $300 벌금, 면허 정지 1년, 징역 6개월 18세 이상 위반자: $150 벌금 | 18세 미만 운전자의 모든 휴대용 기기 사용은 불법이다. | [ 116 ] [ 117 ]                                 |
| 오클라호마       | 2015년 11월 1일                                    | 차량이 움직이는 동안 수동으로 전자 문자 메시지를 작성, 전송 또는 읽기 위해 휴대용 전자 통신 장치를 사용하여 이 주 내의 도로 또는 고속도로에서 자동차를 운행하는 것은 불법이다. | 최대 벌금 $100. 운전 기록에 벌점 없음. | 오클라호마주 주지사 메리 폴런은 2015년 5월 5일 하원 법안 1965호에 서명하여 주 내에서 운전 중 문자 메시지 전송을 불법화했다. 이 법은 2015년 11월 1일 발효되었다. | [ 118 ] [ 119 ] [ 120 ] [ 121 ]                 |
| 오리건           | 2010년 1월                                         | 하원 법안 2377호는 모든 운전자의 차량 운행 중 이동 통신 장치 사용을 금지한다. 이동 통신 장치는 "음성 또는 문자 통신을 수신하고 전송하도록 설계된 문자 메시지 장치 또는 무선 양방향 통신 장치"로 정의된다. 하원 법안 2872호는 18세 미만의 운전자가 휴대폰과 같은 모든 유형의 이동 통신 장치를 사용하는 것을 금지한다. 여기에는 문자 메시지 전송이 포함되며 휴대폰의 핸즈프리 작동은 허용되지 않는다. 이 법은 18세 미만이며 임시 운전면허, 특별 학생 운전 허가 또는 교육 운전 허가증을 소지하고 운전하는 경우에 적용된다. | 최소 벌금 $142.00 | 하원 법안 2377호는 18세 이상의 모든 운전자의 핸즈프리 장치 사용; 차량이 개인의 직업에 필요한 경우 운전 중 이동 통신 장치를 사용하는 일부 운전자; 그리고 고용 범위 내에서 라디오(CB 스타일)를 사용하는 일부 운전자를 면제한다. | [ 122 ]                                         |
| 펜실베이니아     | 2012년 3월 8일                                     | 운전 중 문자 메시지 전송은 모든 운전자에게 금지된다. 주 전체적으로 휴대폰 사용에 대한 제한은 없지만, 일부 지역 조례는 휴대폰과 운전을 다룬다. | $50 벌금 | | [ 123 ] [ 124 ]                                 |
| 로드아일랜드     | 2009년                                             | 로드아일랜드 도로의 모든 운전자의 문자 메시지 전송 불법화. 18세 미만은 휴대폰 사용 전면 금지. 스쿨버스 운전자는 운전 중 휴대폰 사용 금지. | 초범 $85, 이후 $100, 그리고 $125. | "일차적" 법률로 간주된다. 이는 경찰관이 다른 위반을 목격하지 않고도 위반으로 차량을 정지시키고 벌칙을 부과할 수 있음을 의미한다. | [ 125 ] [ 126 ]                                 |
| 사우스캐롤라이나 | 2014년 6월 9일                                     | 운전자가 운전 중 문자 메시지를 작성, 전송 또는 읽는 것을 금지하지만, 합법적으로 정차했거나 핸즈프리 기기를 사용하는 경우에만 문자 메시지를 보낼 수 있다. 소셜 미디어 및 이메일도 포함된다. | 초범 $25 벌금; 이후 위반 시 $50 벌금 | 법안 S 459로 알려져 있으며, 최소 19개 도시와 2개 카운티의 문자 메시지 조례를 대체한다. GPS 또는 긴급 상황 사용은 예외이다. | [ 128 ] [ 129 ] [ 130 ] [ 131 ] [ 132 ] [ 133 ] |
| 사우스다코타     | 2013년                                             | 모든 운전자의 운전 중 문자 메시지 전송이 금지된다. 18세 미만의 운전자 중 제한/학습 면허를 소지한 운전자는 휴대용 무선 통신 장치 사용이 금지된다. 래피드시티, 휴런, 워터타운, 브루킹스, 미첼, 버밀리언, 애버딘, 박스 엘더, 수폴스 등 최소 9개 사우스다코타 도시에는 주의 분산 운전 조례가 있다. | $100 | | [ 134 ] [ 135 ]                                 |
| 테네시           | 2009년 7월 1일                                     | 차량이 움직이는 동안 모든 운전자의 문자 메시지 전송 또는 읽기 금지 | 최대 $50 법원 비용 최대 $10 추가 | 상원 법안 393호로도 알려져 있다. | [ 136 ]                                         |
| 텍사스           | 2017년 9월 1일                                     | 텍사스 주의원들은 운전 중 문자 메시지 전송 법률 및 금지 조치를 시행한다. | 이 법을 위반하는 모든 사람은 딱지를 받고 경범죄 기소에 직면하며, $25에서 $99 사이의 벌금을 부과받는다. | 운전 중 문자 메시지 전송으로 인해 개인의 사망 또는 중상해에 책임이 있는 사람은 최대 $4000의 벌금을 부과받는다. | [ 137 ]                                         |
| 유타             | 2009년 5월                                         | 운전 중 문자 메시지, 인터넷 접속, 수동으로 번호 다이얼링 및 휴대용 기기의 기타 유사한 사용이 금지된다. 이 법의 예외는 통화, 음성 명령 사용, GPS 내비게이션이다. | 초범: C급 경범죄 두 번째 위반: B급 경범죄 이동 중인 자동차를 운행하는 동안 문자 메시지 또는 전자 메일 통신을 위해 휴대용 무선 통신 장치를 사용하여 다른 사람에게 중대한 신체적 상해를 입힌 경우 자동으로 B급 경범죄.                                                                            | | [ 138 ] [ 139 ]                                 |
| 버몬트           | 2014년 10월 1일                                    | 18세 미만 운전자의 모든 "휴대용 전자 기기" 사용 금지 모든 운전자의 휴대용 전자 기기 사용 금지 | 초범: $100 벌금 + 추가 요금 + 15% = $156 및 면허 벌점 2점. 주니어 운전자(18세 미만)는 30일 정지 처분. 두 번째 위반(첫 번째 위반 후 2년 이내): $250 벌금 + 추가 요금 + 15% = $329, 면허 벌점 5점. 주니어 운전자 30일 정지 처분.                                                                  | | [ 140 ]                                         |
| 버지니아         | 2009년 2021년 1월 1일                              | 운전 중 전화 통화는 허용되지만, 운전자가 주 도로에서 차량을 운행하는 동안 문자 메시지 또는 이메일 전송은 금지된다. GPS 사용, 전화 걸기 위해 번호 다이얼링, 긴급 상황 보고는 예외이다. 스쿨버스 운전자는 휴대용 또는 핸즈프리 방식의 휴대폰 사용이 금지된다. 2021년 1월 1일부터 모든 휴대폰의 휴대용 사용이 금지된다. 합법적으로 주차 또는 정차했을 때, 응급 차량, 긴급 상황 보고, 라디오 사용, 교통 사고 관리 작업자는 예외가 허용된다.                                                                                 | $125–$250 | 위반은 1차 위반이다. | [ 142 ] [ 143 ] [ 141 ]                         |
| 워싱턴           | 2010년                                             | 모든 운전자의 불법 | $124, 사고 발생 시 더 많음 | 핸즈프리 장치 없이 문자 메시지를 보내거나 휴대폰을 사용하는 것은 1차 위반이다. | [ 144 ] [ 145 ]                                 |
| 웨스트버지니아   | 2012년 여름                                        | 웨스트버지니아에서 모든 운전자의 문자 메시지 전송 및 휴대용 휴대폰 사용은 불법이다. 학습 면허 또는 중간 면허를 소지한 십대들은 운전 중 무선 통신 장치 사용이 금지된다. 스쿨버스 운전자는 차량 운행 중 휴대폰 사용이 금지된다. | $100 (초범), 이후 $200, 그리고 $300. 세 번째 및 그 이후 유죄 판결 시 운전면허증에 벌점 3점. | 웨스트버지니아의 문자 메시지 및 휴대용 휴대폰 법률과 17C-14-15 | [ 146 ]                                         |
| 위스콘신         | 2010년 12월 1일                                    | 모든 운전자의 불법 이 법은 1차 위반이며, 이는 경찰관이 이 위반만으로도 운전자를 정지시킬 수 있음을 의미한다. | 초범: $20–$400 벌금 및 면허 벌점 4점 두 번째 위반: $200–$800 벌금 | 2010년 5월 5일 법률 서명 위스콘신 교통부 |                                                 |
| 와이오밍         | 2010년 7월 1일                                     | 운전 중 모든 전자 기기에서 메시지를 보내는 행위는 불법으로 선언되었다. | 초범 $75. | | [ 147 ]                                         |

## 주목할 만한 충돌 사고
- 2007년 8월 29일, 대니 오츠는 운전 중 문자 메시지를 보냈다고 알려진 젊은 운전자에 의해 사망했다. 변호인단은 운전자 제프리 우즈가 사고 당시 발작을 겪었을 가능성이 있다고 주장했다.[148]
- 2008년 1월 3일, 헤더 레이 허드는 운전 중 문자 메시지를 보냈다고 알려진 트럭 운전자에 의해 사망했다. 그녀의 아버지 러셀 허드는 운전 중 문자 메시지 전송을 금지하는 헤더의 법(Heather's Law)이라는 법률을 미국 여러 주에서 적극적으로 지지하고 있다.[149]
- 25명이 사망한 2008년 채츠워스 열차 충돌 사고는 2008년 9월 12일에 발생했으며, 기관사가 열차를 운행하는 동안 문자 메시지를 보냈기 때문으로 지목되었다.[150]
- 2009년 5월, 보스턴 지역의 매사추세츠 만 교통국 그린 라인에서 사고가 발생했는데, 24세의 기관사 에이든 퀸이 열차를 운행하는 동안 여자친구에게 문자 메시지를 보낸 것이 원인이었다.[151] 46명이 부상당한 이 사고로 인해 매사추세츠 만 교통국 관계자는 960만 달러의 비용이 발생한 것으로 추정했다.[152]
- 2010년 8월 16일, 베벌리힐스의 성형외과 의사 프랭크 라이언의 치명적인 사고는 문자 메시지 전송으로 인한 주의 분산 운전의 결과였을 수 있다.[153]
- 2012년 5월, 텍사스 코퍼스크리스티의 배심원단은 사고 당시 휴대폰을 사용하던 코카콜라 운전자에 의해 부상당한 여성에게 2,100만 달러의 손해배상금을 지급하도록 판결했다. 원고의 변호인단은 코카콜라의 운전자 휴대폰 정책이 "모호하고 애매하다"고 성공적으로 주장할 수 있었다.[154]
- 2012년 6월, 매사추세츠 헤이브릴 출신의 18세 애런 데보(Aaron Deveau)는 문자 메시지로 인한 차량 살인 혐의로 유죄 판결을 받았다. 그는 징역 2년과 면허 정지 15년형을 선고받았다. 데보는 매사추세츠주에서 문자 메시지로 인한 차량 살인 혐의로 유죄 판결을 받은 첫 번째 인물이며, 미국 전체에서도 첫 번째일 수 있다.[155]
- 2012년 9월, 위스콘신 선 프레리 출신의 21세 스테파니 카노프(Stephanie Kanoff)는 2010년 10월 24일 발생한 딜런 엘프슨(Dylan Ellefson, 21세, 위스콘신대학교 매디슨 캠퍼스 고학년)의 사망에 대해 태만 운전으로 인한 살인 혐의로 7월에 배심원단에게 유죄 판결을 받았다. 엘프슨은 고장난 차 뒤에 있다가 카노프의 미니밴에 치여 사망했다. 카노프는 또한 석방 후 2년간의 확대 감독 기간을 선고받았다. 징역형과 확대 감독 외에도 카노프는 운전 중 문자 메시지 전송의 위험성에 대해 운전을 배우는 젊은이들과 다른 단체들에게 100시간 동안 강연하라는 명령을 받았다.[156] 또한 카노프는 운전석에 전원이 켜진 휴대폰을 소지하고 운전하지 말라는 명령도 받았다. 카노프는 의무적인 1년 면허 취소 후 면허를 되찾기 위해 운전 안전 코스를 수강해야 한다.[157]
- 2017년 3월, 텍사스 콘캔에 위치한 가너 주립 공원 근처에서 문자 메시지를 보내던 픽업 트럭 운전자가 중앙선을 넘어 교회 버스를 들이받아 버스에 타고 있던 13명이 사망했다.[158]

## 기술적 해결책

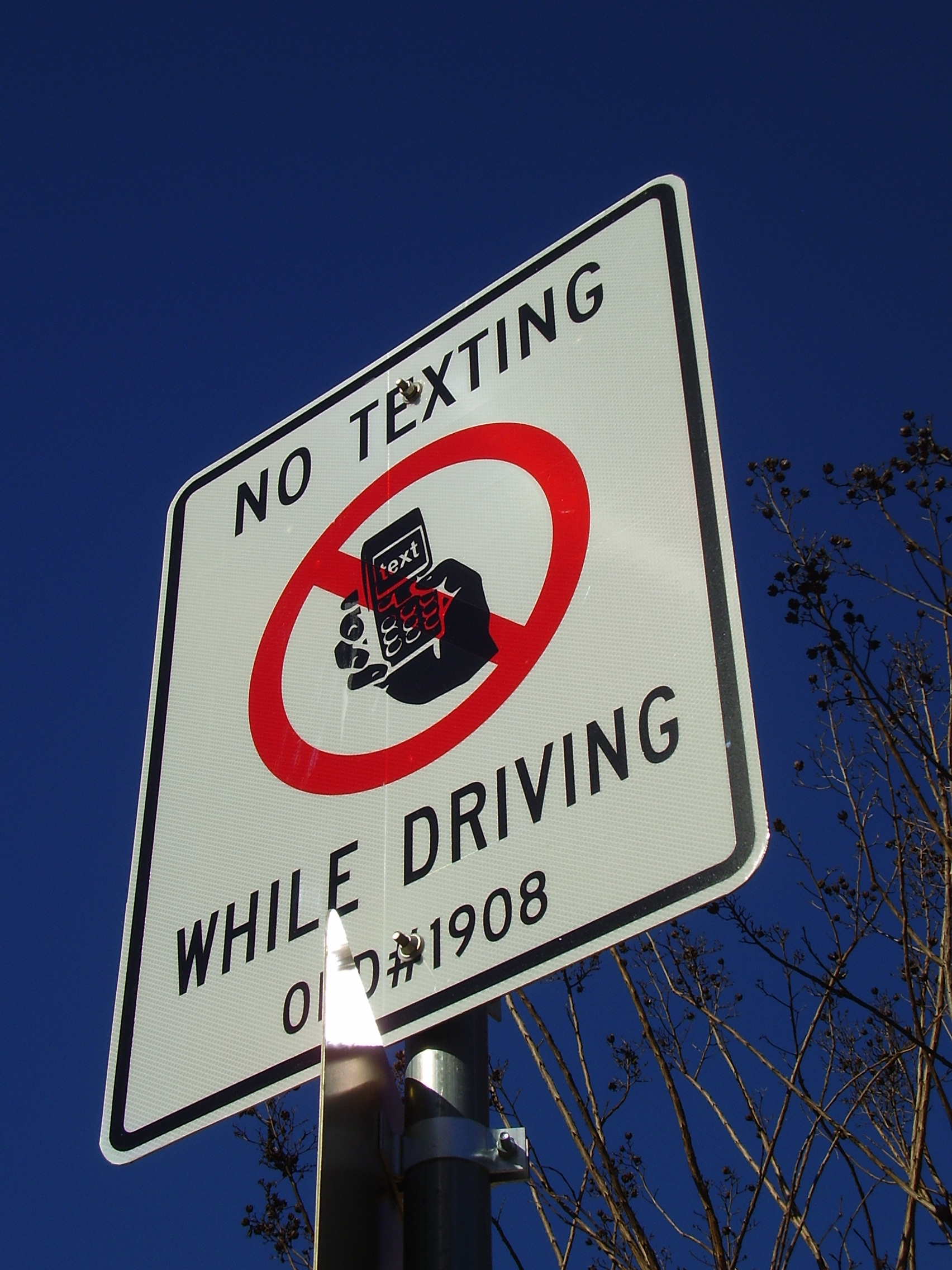
텍사스 웨스트 유니버시티 플레이스의 표지판으로, 운전자에게 문자 메시지 전송 금지를 알리고 있다.

2009년에는 iZUP, ZoomSafer, Aegis Mobility, obdEdge의 cellcontrol을 포함한 일부 회사들이 휴대폰의 GPS 신호, 차량 자체 또는 인근 휴대폰 기지국의 데이터를 기반으로 휴대폰 사용을 제한하는 시스템을 도입했다고 보도되었다. 또한 TextNoMore와 같은 회사들은 사용자가 자발적으로 가입하여 보상을 받는 솔루션을 제공한다.
음주 운전 및 운전 중 문자 메시지 전송을 감지하기 위해 텔레매틱스를 사용하는 것이 제안되었다. 이 기술과 사용 기반 보험 상품을 결합한 미국 특허 출원은 피어 투 특허에서 공개 의견 수렴을 거쳤다. 이 보험 상품은 운전 중 문자 메시지 전송을 금지하지는 않지만, 문자 메시지를 보내면서 운전하는 운전자에게 더 높은 보험료를 부과할 것이다.
최근 몇 년 동안, 안드로이드 운영체제와 아이폰 운영체제(iOS) 모두를 위해 운전 중 문자 메시지 전송 가능 상황을 감지하는 위치 기반 기술이 개발되었다. 다른 기술들은 법 집행을 위해 개발되었다. 구글 플레이나 애플 앱 스토어에서 "운전 중 문자 메시지 금지"를 검색하면 문자 차단, 자동 응답 또는 운전자에게 운전 중 문자 메시지 전송의 위험성을 교육하는 등 안전 운전을 촉진하는 여러 응용 프로그램이 나온다. 이 앱 중 일부는 "페어링"되어 있으며, 부모의 휴대폰과 운전자의 휴대폰 모두에 앱을 설치해야 한다. 페어링된 앱은 운전자의 행동을 원격으로 모니터링할 수 있다.
안드로이드 운영체제: 안드로이드 오토 외에도 안드로이드 휴대폰의 GPS 및 네트워크 위치 서비스를 활용하여 문자 메시지가 전송될 때 휴대폰이 이동하는 속도를 추정하는 앱이 있다. 앞서 언급했듯이, 이 앱 중 일부는 "페어링"된다. 페어링된 앱의 한 예는 "TextWatcher"이다. 이 앱의 권장 접근 방식은 부모가 자녀의 안드로이드 휴대폰에 앱을 설치하여 문자 메시지를 조용히 모니터링하고, 운전 중 문자 메시지 전송 가능 상황이 발생하면 알림을 보내고, 사후에 휴대폰 소지자(이 경우 십대 운전자)에게 상담을 제공하는 것이다. 또 다른 앱인 "텍스트큐션"은 휴대폰이 시속 10마일 이상으로 이동할 때를 감지하여 문자 메시지 기능을 차단한다.
아이폰 운영체제 (iOS): iOS 11 이상을 사용하는 애플 아이폰에는 "운전 중 방해 금지"라는 내장 기능이 있다. 이 기능은 운영체제의 일부이며 별도로 추가하거나 다운로드할 필요가 없다. 이 기능은 움직임 감지 및 네트워크 연결과 같은 매개변수를 사용하여 운전을 감지하며, 아이폰의 "방해 금지" 설정에서 활성화할 수 있다. 이 기능을 찾으려면 "설정" 아이콘을 탭하고 "방해 금지"로 스크롤한 다음 "운전 중 방해 금지"로 스크롤한다. 활성화되면 운전 중 수신되는 문자 메시지를 차단한다. 또한 발신자에게 운전 중이어서 문자 메시지를 받을 수 없음을 알리는 사용자 지정 메시지로 해당 문자에 자동 응답한다. 이 기능은 세 가지 방법 중 하나로 활성화하도록 설정할 수 있다: 운전 자동 감지, 핸즈프리 장치에 블루투스로 연결될 때 활성화, 또는 수동으로 활성화하도록 설정할 수 있다.
법 집행: 지난 몇 달 동안 호주의 여러 주 경찰은 500m 이상 떨어진 곳에서도 잘못된 운전자를 잡아낼 수 있는 카메라 시험 사용을 시작했다. 서호주 경찰은 다른 운전자들을 감시하기 위해 잠복 오토바이를 사용하며, 모든 위반은 오토바이 경찰관의 헬멧 카메라에 기록된다. 인도 경찰은 다양한 교통 위반에 대해 더욱 적극적으로 대처하고 있으며, 다시 한번 카메라 사용이 광범위하게 이루어지고 있다.

## 같이 보기
- 행동 현대성
- 운전 중 주의분산행위
- 진화적 불일치
- 휴대폰과 운전 안전
- 탑승자 문제
- GPS로 인한 사망
- 셀프카메라 관련 부상 및 사망 목록